# 林摯
林摯（?－前177年），漢朝開國功臣，漢高祖七年封為平棘侯（在位前200年－前177年）。根據《史記》〈高祖功臣侯者年表第六〉記載：林摯以客從起亢父，斬章邯所置蜀守，用燕相侯，封千戶。漢少帝八年，病逝，死後，諡號懿，侯位傳子林辟彊，於漢文帝六年，因罪除侯。